# Дымшиц, Нина Александровна
Нина Александровна Дымшиц (род. 21 апреля 1949, Москва) — советский и российский киновед, кинокритик, редактор.

## Биография
Дочь литературоведа и театральног критика Александра Львовича Дымшица (1910—1975). В 1972 году окончила филологический факультет МГУ. Кандидат искусствоведения (1984), доцент кафедры киноведения ВГИК (1994) и кафедры истории театра и кино ИФИ РГГУ (2006), почетный кинематографист России, старший научный сотрудник НИИ киноискусства (1974—2011). Одна из основателей, член редколлегии и главный редактор (2007—2013) журнала «Киноведческие записки», одна из учредителей и участник «Эйзенштейновского центра исследований культуры» (Эйзенштейн-центра).
Работала редактором на телевидении (НТВ-плюс, ТВ-6, ТВС, Первый канал). Автор ряда книг, буклетов и статей в отечественных и зарубежных научных изданиях, журналах «Искусство кино» и «Киноведческие записки».
Преподаёт во ВГИКе, РГГУ.

## Семья
Муж — киновед Александр Степанович Трошин (1942—2008). Дочь — Софья Александровна Трошина (род. 1985).

## Общественная позиция
В марте 2014 году подписала письмо «Мы с Вами!» «КиноСоюза» в поддержку Украины.

## Награды и премии
- 1998 — Премия Гильдии киноведов и кинокритиков России как одной из составительниц и редакторов специального номера журнала «Киноведческие записки», посвященного 100-летию С.М.Эйзенштейна.

## Избранная библиография
- Советская киномелодрама вчера и сегодня. М., 1987;
- Беседы на втором этаже. Теория кино и художественный опыт. М., 1989 (редактор-составитель);
- Из прошлого в будущее: проверка на дорогах. М., 1990 (редактор-составитель).